# Foglie d'erba
Foglie d'erba (Leaves of Grass nell'originale in lingua inglese) è il titolo della più conosciuta raccolta di poesie del poeta e scrittore statunitense Walt Whitman.
Fu pubblicata nel 1855 in occasione del giorno dell'Indipendenza: quasi un segno propiziatorio per un'opera destinata ad essere considerata come la Bibbia democratica americana. E questo sebbene il testo della raccolta apparisse - almeno all'uscita, e in minore misura nelle successive edizioni - quanto meno insolito rispetto alla tradizione, composto com'era da una lunga serie di versetti non divisi in strofe, senza pause o titoli.
Dalla pubblicazione di Foglie d'erba la produzione poetica di Whitman continuò ininterrotta malgrado le sue numerose vicende esistenziali: dal dolore per la morte dei genitori allo scoppio della guerra di secessione americana, dall'opera di volontario negli ospedali militari all'uccisione di Abraham Lincoln che lo colpì enormemente, passando attraverso l'esperienza della paralisi, all'accusa di oscenità per certi suoi versi che esaltavano troppo esplicitamente la sessualità e, infine, gli (acri) commenti sulla sua presunta omosessualità (palesata successivamente con la pubblicazione dei suoi epistolari amorosi con uomini e di studi sui suoi rapporti con soldati).

## La prima edizione
A luglio del 1855 esce, a spese dello scrittore presso Rome Brothers di Brooklyn, Leaves of Grass (Foglie d'erba), un volumetto di novantaquattro pagine in quarto, contenenti solo dodici composizioni. Apre la raccolta il lungo poema che soltanto nell'edizione del 1881 prenderà il titolo Song of Myself (Il canto di me stesso) e una prefazione programmatica che non comparve nelle edizioni successive nella quale Whitman afferma il suo tumultuoso americanismo.
I dodici componimenti non avevano titolo, non vi era nessuna indicazione sull'autore, solo la fotografia di un uomo con una mano in tasca, l'altra sul fianco, la testa all'indietro, il cappello spostato sulle ventitré, i pantaloni spiegazzati, la camicia aperta sul collo. Una posa ed un atteggiamento che furono definiti "da Byron in vesti da operaio".
Nello stesso 1855 muore il padre. Il 21 luglio il celebre poeta e filosofo Ralph Waldo Emerson, che non lo conosceva, gli invia una lettera in cui elogia i suoi versi, indicandoli come esempio "più straordinario di genio e saggezza finora prodotto in America". Va quindi a Emerson il merito di aver subito percepito la forza di un poeta pur completamente estraneo al gusto dei contemporanei.

## La seconda edizione
Nel 1856 il poeta collabora a "Life illustrated" e nello stesso anno esce la seconda edizione ampliata di Leaves of Grass, composta da più di 350 pagine, in cui assegna i titoli alle composizioni precedenti e ne aggiunge venti, tra le quali Sun-Down Poem (Poesia del tramonto) che in seguito titolerà Crossing Brooklyn Ferry (Sul traghetto di Brooklyn).
Dal 1857 al 1859 diventa redattore presso il "Times" di Brooklyn ma nell'inverno del 1859 rimane senza lavoro e inizia a frequentare Plaff's, il ristorante di stile bohémien frequentato dagli artisti e intellettuali newyorkesi.

## La terza edizione
Nel 1860 a Boston, presso "Thayer & Eldrige" esce la terza edizione di Leaves of Grass, 450 pagine, completamente revisionata dall'autore.  Whitman rivede molti dei precedenti componimenti e muta molti titoli aggiungendo 124 poesie nuove, tra cui:
- una "Proto-Leaf" ("Proto-Foglia") in apertura, poesia programmatica con la stessa funzione delle "Epigrafi" che qui precede Walt Whitman (il futuro Canto di me stesso) e che diverrà Partendo da Paumanok nel 1867;
- A out Word of the Sea (Una parola fuor dal mare) che era già stata pubblicata, con il titolo di A Child's Reminiscence (Un bambino ricorda), la vigilia del Natale del 1859 sul "Saturday Press" di New York, composizione che verrà intitolata in seguito Out of the Cradle Endlessly Rocking (Fuor dalla culla che perenne dondola).

In questa edizione vengono raggruppati, per la prima volta in forma tematica, alcuni componimenti sotto il nome di Calamus, che è una celebrazione dell'amicizia maschile, e in Enfans d'Adams, poi Children of Adams (Figli d'Adamo) dedicato alla procreazione.

### Il lungo addio e l'immortalità nella morte
Si aggiungono a questi componimenti altre sezioni delle quali solamente alcune sono sopravvissute nell'edizione pubblicata da Whitman nell'ultimo anno di vita e il volume si conclude con la poesia So Long! (Addio) nella quale il poeta si congeda dal lettore come essere che si allontana dalla materia "disincantato, trionfante, morto".
Come disse Emily Dickinson il poeta è già morto ed è stato sepolto più volte, ha prefigurato molti addii, mai convinto che si tratti dell'ultimo, anzi sempre più convinto che finché le Foglie d'erba vivranno l'addio non si potrà mai verificare.
Whitman ha una precisa idea di immortalità nella morte:
"Il più piccolo germoglio dimostra che non c'è morte in realtà;| E che se mai ci fosse porterebbe verso la vita, e non l'aspetta alla fine per fermarla| E che è cessata nell'attimo in cui la vita è apparsa.| ...| Tutto progredisce e si espande, niente crolla,| E morire è diverso da quel che ciascuno abbia mai creduto, e più felice.".
E a misura in cui egli invecchiava, la morte occupava indubbiamente un posto maggiore nei suoi pensieri, ma solamente come interludio tra una vita e un'altra. Per il poeta infatti non c'è niente di tragico nella morte ed egli cominciò a fare i suoi addii alla vita in età notevolmente giovane.
Senza dubbio gli ospedali della guerra civile affrettarono il processo, dal momento che, come dice uno storico greco, in tempo di pace i figli seppelliscono i padri, in tempo di guerra i padri seppelliscono i figli e Whitman, insieme a Melville è il solo, tra gli scrittori americani dell'epoca, ad afferrare il tragico significato della guerra.

### La guerra di secessione
Il 12 aprile del 1861 ha inizio la guerra di secessione americana e Whitman che sino a quel momento, per quanto antischiavista, non aveva preso posizione nel conflitto che si stava delineando tra Nord e Sud - anche perché le sue origini quacquere, da parte di madre, gli avevano inculcato il terrore della violenza e, quindi, della guerra - si riempie di entusiasmo per la causa di Abraham Lincoln e inizia a scrivere quelle liriche che in seguito saranno raccolte nel volume Drum-Taps (Rulli di tamburo) e più tardi incorporate nelle edizioni successive di Leaves of Grass.
Tra queste vi è una breve composizione, "Reconciliation" che rappresenta la più nobile espressione del suo atteggiamento in quel momento tanto difficile per la storia d'America e che forse vale la pena di citare:
"Parola sopra ogni altra, bella come il cielo, - Bello che la guerra e tutte le sue gesta di carneficina debbano con il tempo andare interamente perdute, - Che le mani delle sorelle Morte e Notte incessantemente dolcemente lavino di nuovo e ancora di nuovo questo mondo insozzato; - Poiché il mio nemico è morto, un uomo divino come me è morto, - Io guardo dove egli giace sbiancato e immobile nella bara... m'avvicino, - Mi chino e tocco leggermente con le labbra il volto bianco nella bara".
Intanto il fratello George parte come volontario e nel 1862, nel mese di dicembre, alla notizia che il fratello è stato ferito in combattimento nella Virginia,  Whitman, per curarlo, accorre al suo fianco e, come era nella sua natura generosa e impulsiva,  trasferisce la sua ansia personale per il fratello, in un più ampio sentimento fraterno prestando la sua opera di infermiere volontario prodigandosi per tutti i feriti fino alla fine della guerra. Nel 1863 si impiega anche presso l'Ufficio Paghe dell'esercito.

### Lincoln assassinato
Nel giugno del 1864 si ammala e ritorna a Brooklyn dove verrà assunto, nel gennaio del 1865, come impiegato del ministero dell'Interno a Washington; il 14 aprile avviene l'assassinio di Abraham Lincoln e in maggio Whitman pubblica un componimento sulla nazione in guerra, Drum-Taps (Rulli di tamburi) che gli costa il licenziamento dalla carica che svolgeva per la natura "scandalosa" dell'opera.

### In memoria di Lincoln
Il giorno dopo il licenziamento, viene assunto alle dipendenze del ministro della Giustizia e nell'autunno pubblica Drum-Taps and Sequel, che contiene When Lilacs last in the Dooryard Bloom'd (Quando i lillà fiorivano l'ultima volta davanti alla casa), versi in memoria di Abraham Lincoln.
In questi bellissimi versi si nota una tranquilla maturità che ritroviamo anche nelle parole della conferenza che egli tenne per Lincoln morto:
"L'avvenimento principale, il delitto, si manifestò con la calma e la semplicità di ogni più comune avvenimento - lo sbocciare di un germoglio, per esempio, o di un bocciolo, nella vicenda della vegetazione."
Egli non declama, ma spiega l'accaduto come spiega la sua poesia,  dove le cose avvengono "con quella che sembra essere la stessa obiettività, la stessa assenza di uno scopo specifico, che si riscontra in natura".
Perché la vita, per Whitman, è simile ad un oggetto della natura e con una forma organica intenzionale.

## La quarta edizione
Nel 1866 viene pubblicato da William Douglas O'Connor un saggio apologetico dal titolo The Good Gray Poet (Il buon poeta dalle chiome grigie). Nella quarta edizione del 1867 di Leaves of Grass, Whitman cambia la disposizione dei componimenti e aggiunge una nuova sezione dal titolo Song before Parting che diventeranno in seguito Song of Parting (Canti d'addio). In questa edizione verranno incorporate le famose liriche scritte dopo la morte di Lincoln, "When Lilacs last in the Dooryard Bloom'd"  (Quando i lillà fiorivano l'ultima volta davanti alla casa) e "O Captain! My Captain!" insieme con la non meno famosa "Pioneers! O Pioneers!".
Nel frattempo la fama di Whitman si diffonde internazionalmente e nel mese di dicembre viene pubblicato Democraty, una parte di Democratic Vistas (Prospettive Democratiche) su "Galaxy". Nel 1868 viene pubblicata in Inghilterra una scelta censurata di Leaves of Grass, e in America la seconda parte di Democratic Vistas, Personalism in maggio, mentre su "Galaxy" viene pubblicata la seconda ristampa della quarta edizione di Leaves of Grass.

## La quinta edizione
Nel 1870 esce la quinta edizione di Leaves Grass arricchita di nove poesie e nel 1871 esce in volume separato la nuova composizione Passage to India (Una via per le Indie) che sarà poi incorporata in una nuova edizione - la quinta - di Leaves of Grass. Del medesimo anno è l'opera in prosa Democratic Vistas.

## La sesta edizione
Del 1875 sono i ricordi di guerra Memoranda during the War, ristampati nel 1882 con il titolo di Specimen Days and Collect (Giorni scelti e riepilogo), mentre dell'anno successivo, 1876,  è la sesta edizione di Leaves of Grass, la quale, essendo stata preparata per le celebrazioni centenarie della Dichiarazione di Indipendenza, viene conosciuta sotto il nome di "Centennial Edition". Del 1876 è anche la raccolta, mista di versi e poesie, Two Rivulets (Due Rivi).

## La settima e l'ottava edizione
La storia della settima (1881) e ottava edizione (1892, ma datata 1891) di Leaves of Grass è piuttosto complicata ed è anche discutibile se si debba parlare di due edizioni separate. Infatti nel 1881 viene ritirata la settima edizione di Leaves of Grass dall'editore James R. Osgood, minacciato da un processo per oltraggio alla morale, ma quegli stessi volumi, prelevati e messi in circolazione qualche mese dopo da "Rees, Welsh and Company" di Filadelfia, vanno oggi sotto il nome di ottava edizione con l'aggiunta di Specimen Days and Collect (Giorni esemplari).
La cosiddetta "ottava edizione" è inoltre chiamata, impropriamente, "Deathbed Edition" (edizione del letto di morte) perché gli amici di Whitman - poco prima che lui morisse il 26 marzo 1892 - gli fecero leggere un esemplare di una tiratura limitata (un centinaio di copie) affinché controllasse l'ordine dei componimenti ed eventuali refusi. Essa contiene 389 poesie.

## Nella cultura contemporanea
- Jorge Luis Borges gli dedica la poesia Camden, 1892 e lo cita nel suo libro L'altro, lo stesso pubblicato nel 1964.
- Leaves of Grass apparve in un episodio della serie tv USA NCIS - Unità anticrimine;
- Costituisce un punto di svolta fondamentale nella trama della serie televisiva Breaking Bad;
- È citato numerose volte nel libro Città di carta, dello scrittore John Green;
- Viene menzionato nel libro e nel film intitolato Le pagine della nostra vita;
- Viene citato nel film Due ragazze innamorate;
- Nel libro L'amante del bosco di Susan Vreeland, viene citato spesso il libro Foglie d'erba, e ne vengono letti interi pezzi, come fonte di ispirazione della protagonista, per comprendere meglio la natura e la pittura nel suo insieme;
- Viene citato nella XXV stagione de I Simpson, nell'episodio 13.
- Viene citato nel film l'attimo fuggente.
- Roberto Benigni lo cita discutendo con Tom Waits nel film di Jim Jarmusch Daunbailò.
- Viene citato nel numero 463 di Tex.
- Viene citato nella serie tv Ratched

## Composizioni musicali
Leaves of Grass: A Choral Symphony è una composizione musicale scritta per la poesia di Walt Whitman dal compositore Robert Strassburg (1992).

## Edizioni
Edizioni originali
- (EN) Leaves of Grass, 1ª ed., Brooklyn, NY, 1855.
- (EN) Leaves of Grass, 2ª ed., Brooklyn, Fowler & Wells, 1856.
- (EN) Leaves of Grass, 3ª ed., Boston, Thayer and Eldridge, 1860–1861.
- (EN) Leaves of Grass, 4ª ed., New York, W.E. Chapin & Co., Printers, 1867.
- (EN) Leaves of Grass, 5ª ed., Washington, DC, 1871.
- (EN) Leaves of Grass, 6ª ed., Boston, James R. Osgood and Company, 1881–1882.
- (EN) Leaves of Grass, 7ª ed., Philadelphia, David McKay, 1891–1892.

Edizioni italiane
- Foglie d'erba. Con le due aggiunte e gli "Echi della vecchiaia", traduzione di Luigi Gamberale, Biblioteca dei popoli, Palermo, Remo Sandron, 1907; nuova ed. 1923.
- Foglie d'erba e Prose, traduzione di Enzo Giachino, Collana I Millenni, Torino, Einaudi, 1950; nuova ed. 1956. - Introduzione di Franco Buffoni, Collana ET Poesia, Einaudi, 1993-2017.
- Foglie d'erba, introduzione e trad. di Franco De Poli, Collana Piccola Fenice n.41, Parma, Guanda, 1967.
- Foglie d'erba, traduzione di Ariodante Marianni, scelta, introduzione e note di Biancamaria Tedeschini Lalli, Milano, BUR, 1988.
- Foglie d'erba, scelta, trad. e introduzione di Giuseppe Conte, Collana Oscar, Milano, Mondadori, 1991-2017.
- Foglie d'erba 1855, a cura di Mario Corona, Venezia, Marsilio, 1996.
- Foglie d'erba, cura e trad. di Igina Tattoni, con un saggio di Lewis Fried, Roma, Newton Compton, 2007.
- Foglie d'erba. La prima edizione del 1855, trad. e cura di Alessandro Ceni. Testo originale a fronte, Collana Universale economica.I Classici, Milano, Feltrinelli, 2012, ISBN 978-88-07-82230-8.
- Foglie d'erba, scelta e cura di Roberto Mussapi, Collana I grandi libri, Milano, Garzanti, 2016, ISBN 978-88-11-81114-5.
- Foglie d'erba, curatela, saggio introduttivo e trad. di Mario Corona, Collana I Meridiani, Milano, Mondadori, 2017, ISBN 978-88-046-8350-6. [traduzione integrale della Deathbed Edition]
- Foglie d'erba, introduzione e trad. di Francesco Vitellini, saggio introduttivo Linda Rossi, Collana Grande Biblioteca Rusconi, Santarcangelo di Romagna (RN), Rusconi Libri, 2020, ISBN 978-88-18-03640-4. [traduzione integrale Deathbed Edition]